# 安德烈婭·霍華德 (壘球運動員)
安德烈婭·霍華德（英語：Andrea Howard，1999年1月12日—）是一名出生於美國新墨西哥州的壘球選手，司職外野手，目前效力於A1聯賽布索倫戈。她曾隨隊參加2019年、2021年歐洲女子壘球錦標賽，結果獲得金牌。

## 外部連結
- 安德烈婭·霍華德的X（前Twitter）